# Миссис Ловетт
Миссис Ловетт (англ. Mrs. Lovett) — вымышленный персонаж, фигурирующий во многих адаптациях истории о Суини Тодде. Чаще всего её имя — Нелли, хотя изредка встречаются иные варианты — Мэгги, Марджери, Сара, Ширли, Вильгельмина, Клодетт и пр. Впервые упоминается в романе Томаса Пекетта Преста «Жемчужная нить» (печатался с 1846 по 1847 год, переиздавался и позднее). Споры о том, существовала ли Ловетт в действительности или нет, до сих пор продолжаются.

## Жизнеописание
В традиционных описаниях миссис Ло́ветт — бездетная вдова, иногда также упоминается, что её мужа звали Альберт Ловетт. В более поздних переложениях истории, хотя и крайне редко, её муж жив и появляется в ходе повествования. Она владела собственной небольшой пекарней, кишащей паразитами и, почти не имея клиентов, едва сводила концы с концами.
После встречи с серийным убийцей-брадобреем Суини Тоддом она становится его деловым партнёром и сообщницей и, в некоторых кинематографических лентах XX века, подругой и/или любовницей. Миссис Ловетт помогала ему избавляться от тел, делая из них начинку для мясных пирогов. Цирюльня Тодда находилась в Лондоне по адресу Флит-стрит, 186, и была соединена подземным ходом с её пирожковой лавкой.
Характер Ловетт и её роль в истории о Суини Тодде в разных интерпретациях различны, нет ни одной детали, которая присуща всем её описаниям. Например, иногда она кончает жизнь самоубийством, приняв яд после того, как преступления обнаружены, и она должна предстать перед судом; в других версиях обезумевший Тодд её убивает. В двойном альбоме русской группы Король и Шут (по мотивам зонг-оперы ужасов, созданной той же группой), Ловетт является племянницей мясника, предавшего Суини Тодда, и влюблена в главного героя с детства. Миссис Ловетт чаще всего описывается как очень худая красавица, а иногда как переставшая следить за собой невзрачная сумасшедшая. Являлись ли их отношения с Тоддом платоническими или исключительно деловыми, также неизвестно.

## Роль в мюзикле
В мюзикле 1979 года, либретто и музыку к которому написал Стивен Сондхейм, и основанном на нём фильме Тима Бёртона, Тодд посещает пекарню миссис Ловетт после побега с австралийской каторги, куда он угодил по сфальсифицированному обвинению судьи Тёрпина. Ловетт признаёт в мужчине своего бывшего арендатора, Бенджамина Баркера, в которого она втайне была влюблена. Ловетт рассказывает Баркеру, что его жену, Люси, изнасиловал Тёрпин, после чего та сошла с ума и отравила себя, приняв мышьяк. Баркер, придумав себе новое имя — Суини Тодд, желает отомстить и открывает цирюльню, где убивает пришедших к нему клиентов. Миссис Ловетт предлагает делать из жертв Тодда начинку для своих пирогов. После того, как она начинает печь пироги с человеческим мясом, её дела резко идут в гору, а лавка процветает.
Также она усыновляет сироту Тоби Рагга, и сбывается её давнее желание стать матерью. Теперь она мечтает выйти замуж за Тодда, но он абсолютно равнодушен к ней и думает лишь о мести.
В финальной сцене Тодд убивает Тёрпина и неизвестную бродяжку, однако через несколько секунд с ужасом понимает, что перед ним Люси. Он обвиняет миссис Ловетт в том, что она лгала ему. Она оправдывается, что не говорила, что после отравления Люси умерла. Выясняется, что Люси не умерла от отравления, а просто сошла с ума, из-за чего попала в психиатрическую больницу. Ловетт не хотела, чтобы Тодд возвращался к безумной жене, потому что сама любит его и будет для него гораздо лучшей женой. Тодд приходит в бешенство, но неожиданно успокаивается и начинает кружить миссис Ловетт в безумном вальсе, после чего швыряет её в печь, где она сгорает заживо.